# کاچو نو سنشی گامو
کاچو نو سنشی گامو (به ژاپنی: 甲冑の戦士雅武 Kacchū no Senshi Gamu) نام یک سری مانگای ژاپنی است که توسط یوشی‌هیروتاکاهاشی نوشته شده، و به صورت هفتگی در هفته‌نامه شونن جامپ به چاپ رسیده است. سنشی یک روحیه جنگجویی است که شما را به هر انچه بخواهید میرساند